# Švýcarsko na Zimních olympijských hrách 1998
Švýcarsko se účastnilo Zimní olympiády 1998. Zastupovalo ho 69 sportovců (50 mužů a 19 žen) v 12 sportech.

## Medailisté
| Medaile | Jméno                                                                        | Sport                | Soutěž                 |
| ------- | ---------------------------------------------------------------------------- | -------------------- | ---------------------- |
| Zlato   | Daniel Müller Diego Perren Dominic Andres Patrick Hürlimann Patrik Lörtscher | Curling              | Družstvo mužů          |
| Zlato   | Gian Simmen                                                                  | Snowboarding         | Muži U-rampa           |
| Stříbro | Didier Cuche                                                                 | Alpské lyžování      | Muži super-G           |
| Stříbro | Marcel Rohner Markus Nüssli Markus Wasser Beat Seitz                         | Boby                 | Čtyřbob                |
| Bronz   | Michael von Grünigen                                                         | Alpské lyžování      | Muži giant slalom      |
| Bronz   | Colette Brandová                                                             | Akrobatické lyžování | Ženy akrobatické skoky |
| Bronz   | Ueli Kestenholz                                                              | Snowboarding         | Muži obří slalom       |